# Ghajini (film 2008)
Ghajini è un film indiano del 2008 diretto da A.R. Murugadoss.
Si tratta del remake di un film in lingua tamil dallo stesso titolo (Ghajini) uscito nel 2005 e diretto dallo stesso regista, che a sua volta si ispira al film statunitense del 2000 Memento, scritto e diretto da Christopher Nolan.

## Premi
- Screen Awards
  - "Most Promising Newcomer - Female" (Asin)
- Stardust Awards
  - "Superstar of Tomorrow - Female" (Asin), "Hottest New Filmmaker" (A.R. Murugadoss)
- Filmfare Awards
  - "Best Female Debut" (Asin), "Best Action" (Peter Hein), "Filmfare RD Burman Award for New Music Talent" (Benny Dayal)
- International Indian Film Academy Awards
  - "Star Debut of the Year - Female" (Asin), "Best Special Effects" (Prime Focus), "Best Action" (Peter Hein, Stun Shiva), "Best Sound Recording" (Resul Pookutty, Amrit Pritam Dutta)
- Producers Guild Film Awards
  - "Best Director" (A.R. Murugadoss)